# Hein Klompmaker
Hein Klompmaker (Drachten, 12 april 1954) is een Nederlands
(kinderboeken)schrijver en voormalig museumdirecteur.

## Biografie

### Jeugd en opleiding
Klompmaker werd geboren in het ziekenhuis Nij Smellinghe in Drachten en groeide op in Marum als jongste in een gezin van drie kinderen. Zijn vader was buschauffeur en zijn moeder was coupeuse. Hij wilde aanvankelijk journalist worden maar besloot later zich te richten op geschiedenis. Na de havo volgde hij een lerarenopleiding en studeerde vervolgens geschiedenis aan de Rijksuniversiteit in Groningen.

### Loopbaan
Klompmaker bracht begin jaren 80 het boek Marloek, Oek En Anderen uit, een jeugdroman gebaseerd op een Frans stripboek dat hij tijdens een vakantie in Frankrijk kreeg. In 1988 werd hij directeur van het Hunebedcentrum in Borger. In 2018 trad hij daar af als directeur en werd opgevolgd door Harrie Wolters. Bij zijn afscheid werd hij door burgemeester Jan Seton benoemd tot ridder in de Orde van Oranje-Nassau. Sedert is hij nog werkzaam als columnist en schrijver. Ook zet hij zich in voor het behoud van de Drentse hunebedden.